# Hălmagiu
Hălmagiu là một xã thuộc hạt Arad, România. Dân số thời điểm năm 2002 là 3566 người.